# Prelle (localité)
Pour les articles homonymes, voir Prelle (homonymie).
Prelle est un hameau de la commune belge de Tenneville située en Région wallonne dans la province de Luxembourg.
Avant la fusion des communes de 1977, Prelle faisait déjà partie de la commune de Tenneville.

## Situation et description
Ce hameau ardennais étire ses habitations en rive droite de l'Ourthe occidentale principalement le long d'une petite rue qui relie par un raccourci champêtre la route nationale 829 à la route nationale 4.
Quelques fermettes en pierre du pays sont les habitations initiales du hameau qui, jadis, était connu pour ses activités métallurgiques. Aujourd'hui, Prelle compte aussi une bonne douzaine de construction de type bungalow ou chalet qui en font un lieu de villégiature. Au nord du hameau, une prairie en pente douce rejoint les berges de l'Ourthe alors qu'au sud, le versant devient plus abrupt et boisé.
Le hameau d'Ortheuville se situe sur la rive opposée de l'Ourthe occidentale.
Au XVIIIème siècle, Prelle abrite une des deux plus importantes forges de Belgique.

## Tourisme
On trouve à Prelle des gîtes dans une maison de vacances.